# Кунинська Дача (заказник)
Куни́нська Да́ча — ботанічний заказник місцевого значення в Україні. Розташований у межах Здолбунівського району Рівненської області, на схід від села Кунин. 
Площа 200 га. Статус надано згідно з рішенням облвиконкому від 22.11.1983 року № 343 (зміни згідно з рішенням облвиконкому від 18.06.1991 року № 98). Перебуває у віданні ДП «Рівненський лісгосп» (Здолбунівське л-во, кв. 34—38). 
Заказник створено з метою збереження частини лісового масиву на мальовничих пагорбах Рівненського плато, де зростають рідкісні рослини. 